# Никко Айс Бакс
«Никко Айс Бакс» (яп. ホッケークラブ日光アイスバックス) — японский хоккейный клуб из Никко. Основан в 1999 году. Выступает в Азиатской и Японской хоккейных лигах. Домашние матчи проводит в ледовом дворце Никко Кирифури.

## История
Хоккей в Никко начинается в начале двадцатых годов с полулюбительской команды «Фурукава Электрик», ставшей одной из команд-основательниц Японской хоккейной лиги. Однако в 1999 году клуб столкнулся с финансовыми проблемами и был расформирован. Однако уже в том же году в Никко был основан новый клуб, получивший название «Никко Айс Бакс». В 2005 году команда решила заявиться в Азиатскую лигу, сменив название на «Никко Кобе Айс Бакс» в связи с временным переездом в Кобе. В  2008 году команда вернулась в Никко, вернув прежнее именование.

## Достижения
- Азиатская хоккейная лига:
  - Бронзовый призёр (1) : 2012

## Известные игроки
- Мартин Кария
- Накаи, Мусаси
- Петтери Нуммелин
- Фукуфудзи Ютака